# Нучето
Нучѐто (на италиански: Nucetto; на пиемонтски: Nusèj, Нусей) е село и община в Северна Италия, провинция Кунео, регион Пиемонт. Разположено е на 450 m надморска височина. Населението на общината е 436 души (към 2010 г.).